# Ludwig von Gemmingen (1776–1854)
Karl Ludwig Franz Dietrich von Gemmingen (* 24. August 1776 in Ludwigsburg; † 19. Juli 1854 in Stuttgart) war württembergischer Forstbeamter und Kammerherr. Als ritterschaftlicher Abgeordneter gehörte er dem Württembergischen Landtag an.

## Leben
Er entstammte dem 2. Unterzweig (Stuttgart) des 2. Zweigs (Guttenberg und Fürfeld) der Freiherren von Gemmingen-Guttenberg und war ein Sohn des Johann Dietrich von Gemmingen (1744–1805) und der Friederike von Bönninghausen (1744–1806). Bei seiner Taufe waren rund 80 adlige Personen als Zeugen anwesend, darunter der württembergische Herzog Carl Eugen. Er besuchte ab 1785 die Hohe Karlsschule in Stuttgart und wechselte bei deren Auflösung 1793 in das Pageninstitut. 1794 kam er als Jagdpage zu Forstrat Reitter. 1797 wurde er zum Hof- und Jagdjunker befördert, 1799 zum Kammerjunker. Ebenfalls 1799 war er Jagdjunker im Leibgehög in Ludwigsburg. 1802 ernannte man ihn zum Hofoberforstmeister. 1803 war er Oberforstmeister auf der Comburg. 1804 wurde er zum Kammerherrn ernannt. 1808 war er Oberforstmeister in Kirchheim, 1812 in Bebenhausen. 1817 wurde er Kreisforstrat und Kreisoberforstmeister bei der königlichen Finanzkammer des Jagstkreises in Ellwangen. 1832 wurde er mit dem Ritterkreuz des Ordens der Württembergischen Krone ausgezeichnet. 1840 trat er in den Ruhestand.
In den Württembergischen Landständen gehörte er von 1826 bis 1838 als Vertreter der Ritterschaft des Jagstkreises der II. Kammer an, wo er zu den unbedingt regierungstreuen Mitgliedern zählte und nur wenige Redebeiträge ausschließlich zu Themen der Land- und Forstwirtschaft beitrug.

## Familie
Er war ab 1808 verheiratet mit Karoline Franziska Charlotte Luise von Stetten-Buchenbach (1791–1856). Seine Söhne schlugen ebenfalls Laufbahnen im Forstwesen ein. Der jung verstorbene Friedrich wurde Forstassistent in Ellwangen, sein Bruder Ernst wurde Revierförster in Lampoldshausen, Stettenfels und Kirchheim.
Nachkommen:
- Mathilde Amalie Charlotte Luise (1811–1892) ⚭ Hellmuth von Plessen (1806–1855)
- Friedrich Julius Karl Ludwig (1812–1836)
- Juliane Friederike Luise Charlotte (1814–1847)
- Ernst Franz Karl (1816–1876) ⚭ Pauline von der Osten (1830–1915)